# Giuseppe Dossena
Giuseppe Dossena (* 2. Mai 1958 in Mailand, Italien) ist ein ehemaliger italienischer Fußballspieler und aktueller Fußballtrainer.

## Karriere
Der Mittelfeldspieler Dossena spielte von 1979 bis 1992 in der Serie A. Er begann seine Laufbahn 1976 beim AC Turin, wo er in der Saison 1976/77 ohne Einsatz in der Serie A blieb und anschließend zum Zweitligisten AC Pistoiese wechselte. Es folgte ein Engagement beim AC Cesena und Dossena kam über den FC Bologna 1981 zu Torino Calcio, wo er italienischer Nationalspieler und in den Kader zur Fußball-Weltmeisterschaft 1982 in Spanien berufen wurde, wo er Weltmeister wurde. Nach einer Saison 1987/88 bei Udinese Calcio kam er zu Sampdoria Genua, wo er am Ende seiner Laufbahn seine größten Vereinserfolge feiern konnte. 1989 und 1990 erreichte er zweimal mit Sampdoria das Finale im Europapokal der Pokalsieger. 1989 verlor seine Mannschaft gegen den FC Barcelona. Ein Jahr später gewann sie gegen den RSC Anderlecht. 1989 gewann er mit den Blucerchiati die Coppa Italia, in der Saison 1990/91 auch die italienische Meisterschaft. In der Saison 1991/92 ließ er seine Karriere beim AC Perugia ausklingen.
Nach seinem Karriereende als professioneller Fußballspieler schlug Dossena eine Laufbahn als Trainer ein und 1998 folgte sein erstes Engagement, als er den Co-Trainerposten bei der US Triestina übernahm. Nur wenige Monate später erhielt er das Angebot die ghanaische Fußballnationalmannschaft zu trainieren. Bei der Fußball-Afrikameisterschaft 2000, für die Ghana als Gastgeber automatisch qualifiziert war, wurde das Viertelfinale erreicht. In der Saison 2000/01 wurde Dossena als Trainer des libyschen Vereins Al-Ittihad verpflichtet. Anschließend arbeitete er unter seinem Landsmann Cesare Maldini als Co-Trainer der paraguayischen Nationalmannschaft.
2002 folgte eine Anstellung als Nationaltrainer der albanischen Nationalmannschaft, wo er sich rund sechs Monate im Amt hielt. Später stand er an der Seitenlinie des AS Lodigiani und wurde Sportdirektor bei der SS Sambenedettese Calcio. Im August 2010 wurde er als Trainer des äthiopischen Rekordmeisters Saint-George SA vorgestellt. Im September 2012 wurde Dossena bei St. George entlassen und durch den deutschen Trainer Michael Krüger ersetzt.

## Erfolge/Titel
Mit seinen Vereinen
- Italienischer Meister: 1991
- Italienischer Pokalsieger: 1989
- Italienischer Supercupsieger: 1991
- Europapokal der Pokalsieger: 1990

 Als Nationalspieler 
- Weltmeister: 1982